# دهدادی، افغانستان
دهدادی (به لاتین: Dehdadi) یک منطقهٔ مسکونی در افغانستان است که در ولسوالی دهدادی واقع شده‌است.